# Итър
Итър (на френски: Ittre) е селище в Централна Белгия, окръг Нивел на провинция Валонски Брабант. Населението му от преброяването през 2013 г. е 6537 души.